# رينو اف 1
فريق رينو دي بيه وورلد اف 1 أو فريق رينو موانئ دبي العالمية للفورمولا 1 . وعرف سابقا باسم فريق رينو سبورت اف 1، هو فريق رياضي للسيارات مقره المملكة المتحدة شارك في بطولة العالم للفورمولا 1 منذ عام 2016 . حل فريق رينو الفرنسي محل فريق لوتس السابق. شاركت رينو بالفعل في فورمولا واحد من 1977 إلى 1985 باسم ايكويب رينو ومن 2001 إلى 2009 باسم رينو اف 1؛ حصل فرناندو ألونسو على بطولة العالم في 2005 و 2006 اثناء مشاركته مع الفريق . تعد الشركة أيضًا واحدة من أنجح الشركات المصنعة لمحركات الفورمولا 1 على مدار الثلاثين عامًا الماضية. بصفتها مورِّدًا لفرق مثل ويليامز وبينيتون وريد بول ، فاز الفريق بما مجموعه تسعة بطولات عالمية للسائقين بين عامي 1992 و 2013 مع نايجل مانسيل وآلان بروست ومايكل شوماخر ودامون هيل وجاك فيلنوف وسيباستيان فيتيل . أسست رينو اف 1 تقنية توربو في سباقات الجائزة الكبرى في أواخر السبعينيات.
يشارك الفريق في موسم 2020 مستقطبا السائقين دانيال ريكاردو وإستيبان أوكون . كما يستخدم فريق ماكلارين وحدة الطاقة المصنعة من رينو.
لعبت شركة رينو الفرنسية دورًا مركزيًا في رياضة السيارات الوطنية في السبعينيات. حيث كانت سلسلة سباقات فورمولا فرانس التي أقيمت في فرنسا منذ عام 1968 نقطة الانطلاق لالتزام رينو برياضة السيارات. حيث تولت شركة رينو تنظيم هذه السلسلة من السباق منذ عام 1971. وساهم ذلك في بروز عدد من السائقين المشهورين مثل رينيه أرنو وجاك لافيت وميشيل لوكلير وديدييه بيروني وباتريك تامباي . وبعضهم لاحقًا إنظم إلى رينو في سباقات الفورمولا 1.

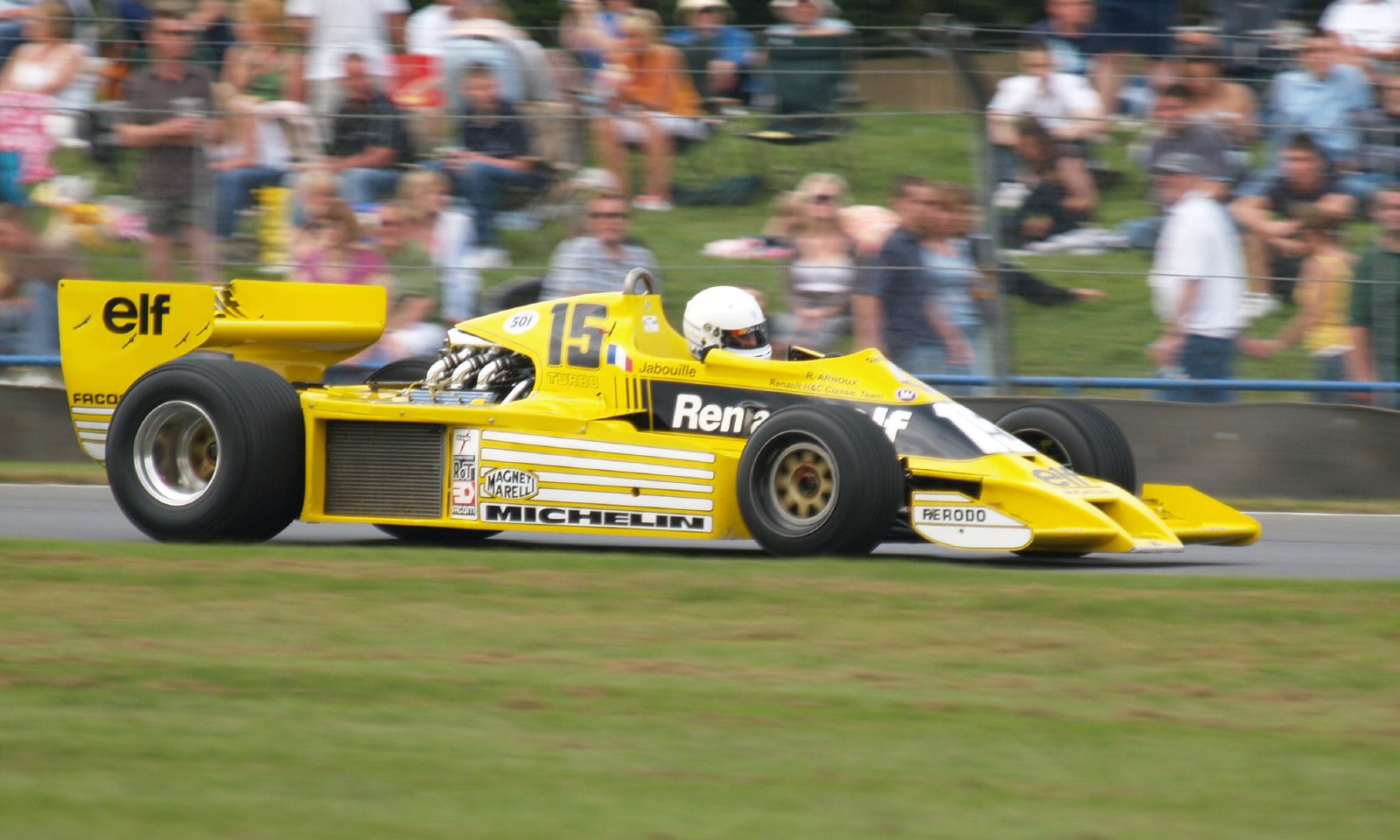
سيارة رينو RS01 يقودها رينيه أرنو في بطولة العالم لسيارات رينو في دونينجتون بارك في سبتمبر 2007

## وصلات خارجية
- الموقع الرسمي لفريق رينو